# Šehzade

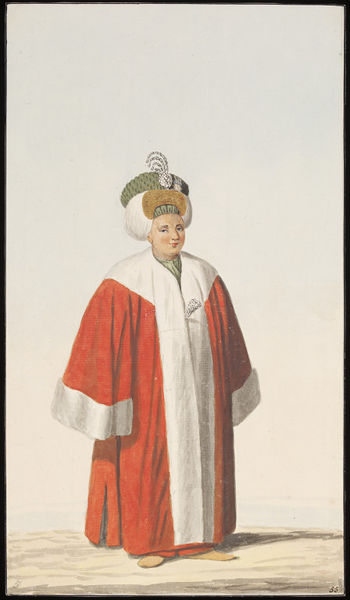
Typický oblek pro Şehzade

Šehzade (persky: شهزاده, turecky: Şehzade) je turecká verze perského titulu šahzade a definovala tituly pro mužské potomky Osmanské dynastie v mužské linii. Titul je ekvivalentem pro prince či dědice trůnu.

## Původ
Šehzade je odvozené z perského slovo šahzade nebo šahzada. V říši šáha (nebo šahanšaha), byl princ nebo princezna z vládcovy krve nazývání šahzada; slovo vzniklo složení slova šáh (vládce) a -zade (syn, dcera, potomek). Nicméně titul mohl v každé říši znamenat něco jiného.

## Využití v Osmanské říši
V Osmanské říši se titul využíval výhradně pro mužské potomky v suverénní mužské linii. Titul sultán uváděn před jménem odrážel osmanské pojetí suverénní moci nad říší, tedy moc pouze jedné rodiny. Pouze šehzade měl právo na to stát se budoucím sultánem. Před vládou Mehmeda II. (1444-46 a 1451-81) synové sultánů užívali titul Çelebi uváděný za jménem.
Formálně byl poté princ oslovován Devletlû Najabatlu Şehzade Sultan (jméno) Hazretleri Efendi. Konkubíny, jež prince porodily, byly poté nazývány hanımefendi. Synové uživatelů titulu šehzade používali tento titul také po svých otcích. Dcery užíval titul Sultan, stejně jako dcery sultána. Rodina Osmanoğlu poté nadále tyto tituly užívá až do dnešních dnů.

## Příklady princů nesoucích titul
- Šehzade Mustafa (1515 – 1553), syn sultána Sulejmana I. Jeho příběh byl velmi populární, hlavně fámy o jeho popravě v roce 1553. Roku 1561, osm let po Mustafově smrti, napsal francouzský dramatik Gabriel Bounin tragédii La Soltane, kde vylíčil roli Hürrem Sultan jako viníka Mustafovy smrti. Tato tragédie je prvním představením Osmanů na francouzských jevištích.
- Šehzade Yahya (1585 – 1649), syn sultána Murada III. Byl pokřtěn v ortodoxním křesťanském klášteře a získal podporu ke svržení svého synovce Ahmeda I. z trůnu
- Abdülmecid II. (29. května 1868 – 23. srpna 1944), syn sultána Abdulazize. Byl jediným šehzade, který získal titul chálífy. Dřívější osmanští chálífové získali titul až poté, co se stali vládci říše.
- Bayezid Osman (23. června 1924 – 6. ledna 2017), druhý syn Ibrahima Tevfika, pravnuka Abdulmecida I. Od roku 2009 byl 44. hlavou Osmanské dynastie.

### Příklady osmanských princezen
- Mihrimah Sultan (21. března 1522 – 25. ledna 1578), dcera sultána Sulejmana I. Byla nejmocnější princeznou v historii Osmanské říše a jednou z nejvýznamnějších osobností období zvaného sultanát žen. Její schopnosti a moc, a její vláda nad děním v harému na stejné úrovni, jakou měla jen matka sultána, jí přisoudilo titul Valide Sultan za vlády jejího bratra Selima II., i když v žádném z dochovaných záznamů tak není nazvána.
- Fatma Sultan (1605/06 – po roce 1667), dcera sultána Ahmeda I. Byla známá pro nespočet politických manželství.
- Ayşe Sultan (2. listopadu 1887 – 10. srpna 1960), dcera sultána Abdulhamida II. Byla známá pro publikování svých vzpomínek na život v harému.
- Ayşe Gülnev Sultan (* 17. ledna 1971), přímý potomek sultána Murada V. Je ředitelkou investičního majetku a rozvojových firem. Také píše o historických faktech Osmanské historie.